# هرگنفلد
هرگنفلد (به آلمانی: Hergenfeld) یک شهر در آلمان است که در باد کرویتسناخ واقع شده‌است. هرگنفلد ۵۰۲ نفر جمعیت دارد.